# Owen Grady
Owen Grady est un personnage de fiction de la franchise Jurassic Park. Il est introduit dans le quatrième film Jurassic World (2015), qui est également le premier volet de la trilogie Jurassic World. Colin Trevorrow réalise et co-écrit le film, retenant Chris Pratt dans le rôle d'Owen. Il est l'un des trois principaux protagonistes de la trilogie, avec sa compagne Claire Dearing (interprétée par Bryce Dallas Howard) et sa fille adoptive, Maisie Lockwood (interprétée par Isabella Sermon), qui a fait ses débuts dans Jurassic World: Fallen Kingdom. Owen est un vétéran de la marine américaine et un scientifique expert en comportement animalier qui étudie le Velociraptor  au sein de la base de recherche isolé en périphérie du parc principal de Jurassic World, situé sur Isla Nublar. À la fin du premier film, il entame une relation avec Claire.
Pratt reprend ce rôle dans la suite de la trilogie. Dans Jurassic World: Fallen Kingdom (2018), le couple rompt leur relation et Claire (dorénavant directrice d'une association) mène un effort pour sauver les dinosaures d'Isla Nublar, menacés par une éruption volcanique. Owen accepte de se joindre à sa mission de sauvetage afin de pouvoir sauver Blue, le dernier spécimen survivant de son ancien groupe de Velociraptor, avec qui il entretient des liens étroits. Plus tard dans le film, Owen et Claire se réconcilient et deviennent les parents adoptifs de Maisie Lockwood, la petite-fille biogénétique de Benjamin Lockwood. Dans Jurassic World Dominion (2022), Owen et Claire restent en couple et élèvent Maisie, qui est kidnappée par l'entreprise Biosyn à des fins de recherche, avec la progéniture reproduit de manière asexuée de Blue, Beta. Le couple se lance alors dans une mission de sauvetage pour les récupérer.
Le concept d'un dresseur de raptors est conçu dès 2004, par le producteur exécutif de Jurassic World, Steven Spielberg. Il est déçu par les premières ébauches qui présentent les animaux entraînés pour des missions, même s'il pense que l'idée a encore du potentiel. Trevorrow est embauché en tant que réalisateur et co-scénariste du film en 2013 et incorpore l'idée de Spielberg tout en la réduisant.
Owen Grady fait partie des rôles les plus populaires de Chris Pratt, bien que le personnage reçut un accueil mitigé de la part des critiques. Certaine d’entre elles estiment que le scénario des films n'a pas pleinement utilisé les compétences de Pratt en tant qu'acteur comique, tandis que d'autres pointent la caractérisation minimale d'Owen, bien que la performance globale de Pratt ait été bien accueillie.

## Contexte fictif

### Jurassic World
Dans le premier film, Owen est un vétéran de la marine américaine qui travaille comme comportementaliste animalier à Jurassic World, un parc à thème sur les dinosaures situé sur l'île d'Isla Nublar. Il n'est jamais mentionné quel était son rôle lors de son service dans l'armée. Bien qu'étant un scientifique, son attitude décontractée et sa masculinité le font stéréotyper par les autres comme n'étant qu'un autre dresseur d'animaux dans le parc. Owen et son ami, Barry, étudient quatre Velociraptors sur l'île, pour le compte d'InGen Security et de son chef, Hoskins. Leurs recherches portent sur les tests d'intelligence des raptors (auprès desquels il a su établir une domination d'alpha), bien qu'ils s'opposent à l'objectif à long terme de Hoskins, qui désire utiliser ces animaux comme armes militaires. Owen explique la relation personnelle qu'il a forgée avec les raptors, bien qu'ils ne lui obéissent que dans certaines conditions.
Il est attiré par Claire Dearing, la responsable des opérations du parc, bien que leurs personnalités conflictuelles mettent fin à une relation potentielle après un rendez-vous galant raté. Pour augmenter la fréquentation du parc, Jurassic World créé un dinosaure hybride génétiquement modifié, l'Indominus rex. Owen s'oppose à cette idée, estimant que les dinosaures existants sont suffisamment impressionnants. Il critique l'enclot de l'Indominus rex, qui n'offre aucune interaction sociale. Lorsque le dinosaure carnivore s'échappe de l'enclot, Owen demande en vain que l'animal soit chassé avec des armes létales. Il aide ensuite Claire à retrouver ses neveux, Zach et Gray Mitchell, qui visitent l'île et se sont perdus. Lors d'une évasion de ptérosaure, Claire sauve Owen d'une attaque de Dimorphodon, et se rapprochent de manière romantique avec un baiser.
Lorsque Hoskins décide de faire chasser l'Indominus par les raptors, Owen accepte à contrecœur à condition qu'il commande l'opération. Mais alors que le groupe se retrouve face à la créature hybride, cette dernière révèle une aptitude à communiquer avec la meute d'Owen – due à ses gènes de raptor – et s'en sert pour dominer le quatuor. Les raptors reconnaissent le monstre comme Alpha et se retournent contre les humains. Les survivants sont contraints de battre en retraite et de regagner le parc. Le raptor Charlie est tué par un des hommes d'InGen. Plus tard, Owen rétablit son lien avec les raptors survivants, dont deux meurent en attaquant l'Indominus. Ce dernier est finalement tué et le dernier raptor survivant, une femelle nommée Blue, est laissé sur l'île. Après la mort de la créature hybride et l'arrivée des services de secours sur l'île, Owen et Claire finissent en couple à la fin du film.

### Jurassic World: Fallen Kingdom
Dans Jurassic World : Fallen Kingdom, trois ans se sont écoulés depuis l'incident de Jurassic World. Owen et Claire ont mis fin à leur relation. Cette dernière recontacte Owen, qui construit une cabane, pour lui faire part de son projet de sauvetage de dinosaure, tout en évoquant leur ancienne relation autour d'une bière. Initialement retissant, il rejoint finalement Claire et son équipe pour sauver les dinosaures d'Isla Nublar, en particulier Blue, menacés par une éruption volcanique. Sur l'île, ils sont trahis par l'équipe de Ken Wheatley et son entrepreneur Eli Mills, l'assistant de Benjamin Lockwood.
Owen et Claire se rendent ensuite au domaine de Lockwood, dans le nord de la Californie, où ils rencontrent Maisie, la petite-fille de Lockwood, âgée de neuf ans. Ils apprennent également que Mills vend illégalement les dinosaures aux enchères, après avoir assassiné Benjamin Lockwood pour mener à bien son plan. Owen perturbe la vente aux enchères et s'engage dans une bagarre avec plusieurs gardes pour empêcher qu'un nouvel hybride génétiquement modifié, l'Indoraptor, ne soit vendu. Lorsque l'Indoraptor s'échappe, Claire est blessé et la bête poursuit Maisie. Malgré sa blessure, Claire dit à Owen de la quitter et de protéger Maisie, avant de l'embrasser avant son départ. L'hybride sera finalement tué, Blue retrouvant la liberté. Maisie libère les autres dinosaures en captivités pour éviter qu'ils ne meurent à la suite d'une fuite de cyanure d'hydrogène. Les dinosaures se retrouvent dès lors en liberté sur le continent. Owen et Claire entament une nouvelle relation et deviennent les parents adoptifs de Maisie, qui se révèle être une descendante génétique de la fille décédée de Lockwood.

### Jurassic World: Le Monde d'après
Au cours des quatre années qui suivent Fallen Kingdom, Owen et Claire vivent avec Maisie dans leur maison en rondins, située dans les montagnes de la Sierra Nevada. Le couple protège les dinosaures des braconniers. Malgré la frustration de Maisie, le couple la tienne à l'écart de la civilisation, car la fillette est recherchée par les sociétés de la génétique en raison de son clonage. Confrontés à un dilemme entre laisser Maisie retourner vivre dans la société tout en craignant de la perdre ou la retenir isolée, les relations avec la fillette sont parfois tendues. Owen retrouve Blue, qui a installé son nid à proximité et a maintenant eu une femelle, Beta, par reproduction asexuée.
Maisie et Beta sont kidnappées par des braconniers et vendues à la société Biosyn. Owen promet à Blue qu'il récupérera sa progéniture. Le couple les suivent jusqu'à un marché noir à Malte, où Barry, maintenant un agent de renseignement français, les aide. Les dinosaures s'échappent lorsque le marché noir est perturbé par les services de sécurité. Owen interroge le kidnappeur de Maisie, Rainn Delacourt, mais n'obtient pas de réponse sur son sort. Owen est ensuite poursuivi à moto par une meute d'Atrociraptor, tandis que Claire apprend que Maisie et Beta ont été emmenées au siège de Biosyn, en Italie. Owen et Claire s'y rendent, avec l'aide de la pilote Kayla Watts, et sauvent l'enfant et l'animal. De plus, la famille se joint à Alan Grant, Ellie Sattler, Ian Malcolm et Ramsay Cole pour s'échapper du complexe. Owen se révèle également être un fan des protagonistes de Jurassic Park, en particulier Grant, et étudie ses publications. Il ramène Beta à Blue et partage un dernier regard avec le raptor avant qu'elle ne s'enfuie dans la fôret. Le couple retourne ensuite vivre paisiblement avec Maisie dans leur maison dans les montagnes de la Sierra Nevada.

## Contexte de production
Jurassic World connait une longue période de développement. En 2004, les écrivains William Monahan et John Sayles ont écrit des scénarios mettant en vedette Nick Harris, un ancien mercenaire qui travaille comme formateur d'un groupe de cinq Deinonychus pour partir en mission,. Cette idée est suggérée par le producteur exécutif Steven Spielberg, qui voit encore du potentiel malgré le rejet des premières ébauches.
En 2012, Rick Jaffa et Amanda Silver sont embauchés pour rédiger un scénario, qui présente à nouveau des raptors entraînés pour des missions. Colin Trevorrow est embauché comme réalisateur en 2013 et écrit un nouveau scénario avec le co-scénariste Derek Connolly, Jaffa et Silver obtenant également un crédit. Trevorrow et Connolly retiennent l'idée d'un dresseur de rapaces, mais réduisent le rôle,. Le brouillon de Jaffa et Silver mettait en vedette un dompteur de raptors nommé Vance, qui soutint activement la militarisation de ces animaux depuis le début de la saga. Trevorrow n'est cependant pas d'accord avec cette idée.
Josh Brolin est l'un des premiers candidats pour le rôle d'Owen, mais n'est finalement pas retenu selon Trevorrow. Brolin déclara plus tard qu'il avait refusé car il ne s'imaginait pas jouer ce rôle. Trevorrow avait été impressionné par le jeu d'acteur de Chris Pratt dans le film de 2012 Zero Dark Thirty. Pratt était connu pour son rôle d'Andy Dwyer dans la série comique Parks and Recreation. Universal Pictures et Spielberg désirent le caster, mais Trevorrow n'est pas entièrement convaincu, en raison de la popularité de Pratt en tant qu'acteur comique : « J'aime vraiment les acteurs comiques d'improvisation et vous les voyez dans mes films encore et encore [...] et donc je voulais juste m'assurer que je ne le ferai pas venir parce que c'était une zone de confort pour moi ». Pratt, qui obtiendra finalement le rôle, avait déjà plaisanté en 2010 en disant que Spielberg l'avait engagé dans le film,,. Pratt a été choisi avant la sortie en 2014 de Les Gardiens de la Galaxie, qui l'a propulsé au rang de star du cinéma. Trevorrow déclare au moment de son casting, « nous n'avions aucune idée qu'il deviendrai une aussi grande star. Je viens de lancer un tas d'acteurs pour de nouveaux personnages, comme tous les films de Jurassic Park. Et d'une manière ou d'une autre, nous nous sommes retrouvés avec une star de cinéma ».
Pratt et Trevorrow décrivent Owen comme une combinaison du Dr. Alan Grant (interprété par Sam Neill) et du Dr. Ian Malcolm (Jeff Goldblum), Pratt déclarant : « Il a un peu le cynisme de Goldblum mais aussi l'excitation de Sam Neill à l'émerveillement de sa biologie »,. Pratt conçut une trame de fond dans laquelle Owen forma des dauphins pour la marine américaine, avant d'obtenir un travail à Jurassic World. Dans le cadre de ses recherches sur son rôle de dresseur de raptors, Pratt passe du temps avec le dresseur d'animaux hollywoodien Randy Miller. L'utilisation par Owen de l'entraînement au cricket et sa posture envers les raptors ont tous deux été inspirés par Miller. Trevorrow voulait que les personnages du film aient des apparences distinctes. Pour Owen, le costumier Daniel Orlandi imagina le gilet en cuir.
Une théorie des fans en 2015 émet l'hypothèse qu'Owen est la version adulte d'un garçon du film original, qui est éduqué par Grant sur les vélociraptors,. Pratt nia finalement la théorie.

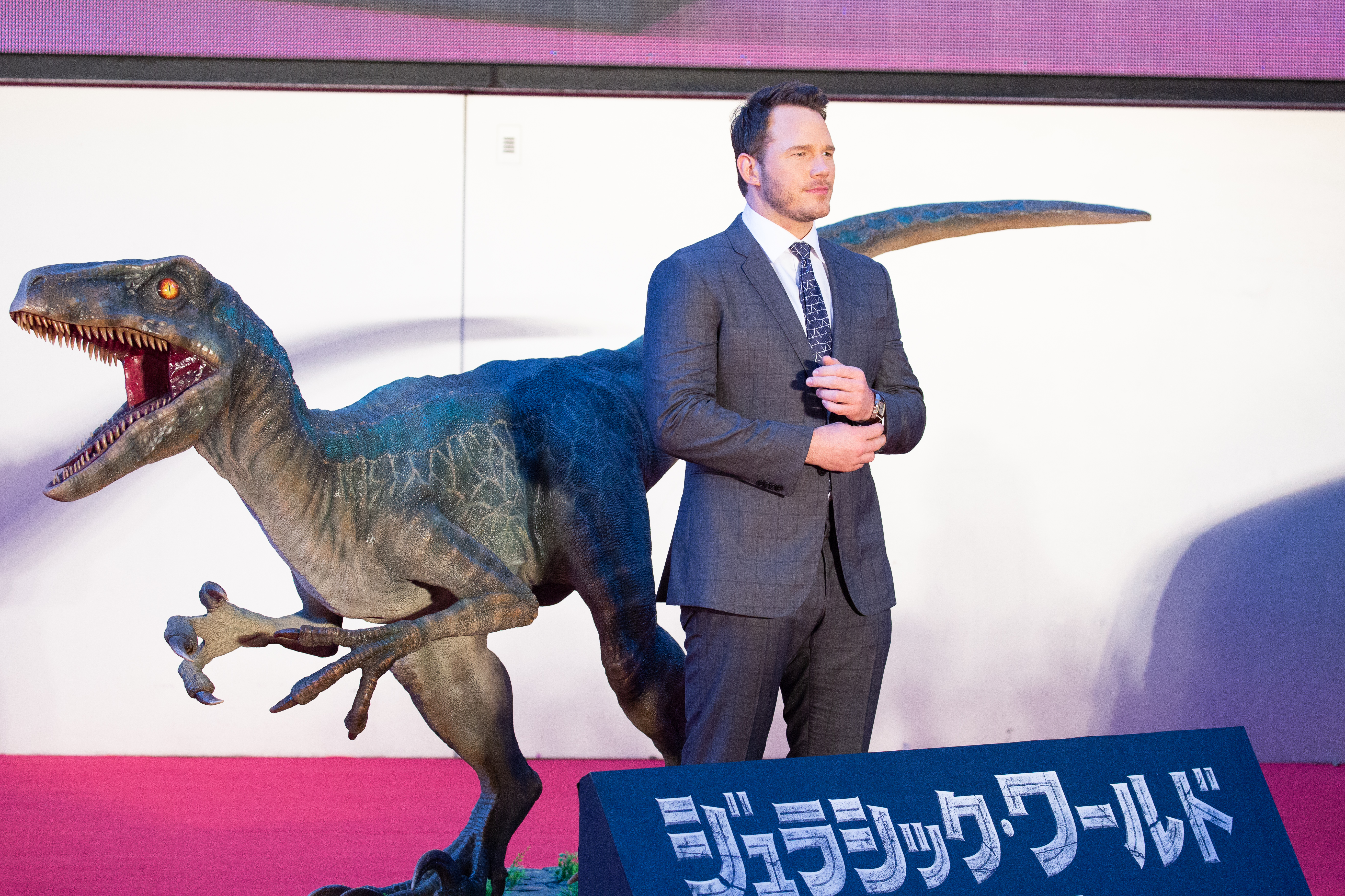
Chris Pratt avec une représentation de Blue lors de la première japonaise de Fallen Kingdom.

Fallen Kingdom (2018) est réalisé par J. A. Bayona, avec Trevorrow et Connolly de retour en tant que co-scénaristes. Chaque scène impliquant Owen est discutée entre Bayona et Pratt avant le tournage, et la plupart des suggestions de Pratt sont utilisées dans le film. Le combat entre Owen et les gardes pendant la vente aux enchères de dinosaures est improvisé, tout comme les scènes de baisers d'Owen et Claire dans les deux premiers films. Pratt déclare que les événements de Jurassic World ont finalement conduit à la rupture d'Owen et Claire au moment où Fallen Kingdom a lieu, affirmant que « Claire a l'impression qu'elle se doit faire quelque chose pour arranger les choses et Owen a l'impression qu'il n'y a aucun moyen d'arranger les choses ; alors vous devez passer à autre chose. Je pense que c'est ce qui nous a détruits ». Pratt compare la relation de son personnage avec Blue à celle d'un parent et d'un enfant.
Outre les films, Pratt a également repris le rôle du personnage dans les attractions du parc à thème Jurassic World: The Ride et VelociCoaster, ouverts respectivement en 2019 et 2021,,. Owen apparaît également dans les jeux vidéo Jurassic World Evolution (2018) et Jurassic World Evolution 2 (2021), de Frontier Developments.

## Réception du public
Owen Grady fait partie des rôles les plus populaires de Pratt. Passant en revue le premier film Jurassic World, Peter Bradshaw de The Guardian écrit que Pratt « partage une performance extrêmement sympathique en tant qu'Owen : facile à vivre, détendu, quelque part sur un continuum entre Harrison Ford et Tom Hanks ». Tom Chapman de Screen Rant écrit : « Sur le papier, l'idée de raptors entraînés semble ridicule, mais heureusement, le scénario de Trevorrow et la performance de Pratt nous donnent tort ». Robbie Collin du Daily Telegraph déclare que Pratt et Howard « ont une alchimie ludique type princesse Leia / Han Solo ».
Certaines commentateurs critiquent le film pour ne pas avoir pleinement utilisé les compétences de Pratt en tant qu'acteur comique. Peter Travers de Rolling Stone écrit que Pratt « l'emporte en tant que héros d'action et investit ses plaisanteries sexuelles avec un flair comique que le film aurait pu utiliser davantage ». Jake Coyle de l'Associated Press découvre que Pratt « se concentre davantage sur l'évolution lente du personnage à l'air sérieux par rapport au personnage plein d'esprit dans le film Les Gardiens de la Galaxie, un gros gaspillage de ses dons naturels ». Écrivant pour USA Today, Brian Truitt déclare que Pratt « est à nouveau un autre héros d'action espiègle, bien que celui-ci manque beaucoup plus de personnalité par rapport à son personnage dans le film Les Gardiens de la Galaxie ». John Anderson du Time écrit que Pratt dépeint Owen avec « un charme prévisible et une autorité inattendue », et déclare en outre que les téléspectateurs familiers avec ses rôles dans Parks and Recreation et Guardians of the Galaxy « seront surpris par la façon dont il habite le personnage de héros d'action ».
Les critiques visent de nouveau le personnage de Fallen Kingdom, Jesse Hassenger de The A. V. Club écrivant « ces films continuent de gaspiller inexplicablement les capacités de Pratt en tant qu'acteur comique ». Travers qualifie Pratt de « star de cinéma rare avec le sens de la malice d'un comique », et se demande pourquoi il a été choisi pour le rôle pour être réduit à « un pion qui court partout pour atteindre son objectif comme un robot dépourvu de personnalité ». Travis M. Andrews du Washington Post estime que le film « gaspille les charmes de Pratt, dont le rôle dans les films Les Gardiens de la Galaxie prouve qu'il peut équilibrer la comédie, l'empathie et l'action avec facilité. Dans ce film, il est trop occupé à courir, à sauter et à désarmer habilement des soldats entraînés pour se déployer une personnalité ».
Owen Gleiberman, écrivant pour Variety, déclare que Pratt « atténue le facteur masculin et dégage une sincérité maigre et moyenne » dans Fallen Kingdom. Brian Bishop de The Verge considère que le « numéro familier idiot » de Pratt est aussi divertissant que dans Parks and Recreation et Les Gardiens de la Galaxie. Cependant, il trouve que les scènes de Pratt avec Howard sont « en grande partie sans chimie » tout en déclarant qu'« un moment romantique joué est scandaleusement immérité ». Concernant Dominion, Nick Bartlett de SlashFilm écrit : « Après deux films insistant sur le fait que c'est le personnage le plus cool qui ait jamais marché sur la planète, Owen est inhabituellement austère et sombre, avec une performance assez plate de Pratt. Aimez-le ou détestez-le, il est une présence charismatique et dynamique dans les films précédents ». Bartlett déclare que, peut-être en raison de la grande distribution du film, Pratt « s'enregistre à peine en tant que personnage. Il semble lui téléphoner ».
Dans le premier film, Owen garde ses raptors calmes en tendant ses mains vers eux. La pose devint un mème en 2015, les gardiens de zoo exécutant le même geste envers les animaux modernes,. Dans Le Monde d'après, il utilise également ce geste sur d'autres dinosaures et enseigne aux autres personnages à faire de même vers la fin du film lors de la capture de Beta,. Passant en revue Le Monde d'après, Alonso Duralde de TheWrap critique le nombre de cas dans lesquels Owen « contrôle ou tente de contrôler un dinosaure en tendant la main devant lui. C'est l'essentiel de la performance oubliable de Pratt ». Bartlett a également découvert que le geste de la main « vieillit très vite. Cela a été introduit dans 'Jurassic World' comme un moyen de pacifier les Velociraptors qu'il avait spécifiquement entraînés, mais maintenant, cela fonctionne d'une manière ou d'une autre sur tous les dinosaures ? Cela arrive beaucoup trop fréquemment et fournit la base d'une tentative pathétique particulièrement éculée vers la fin du film ». Anne Victoria Clark du site web Vulture trouve que le geste de la main a du sens, notant que les prédateurs modernes peuvent être intimidés par des personnes utilisant leurs mains. Dans Le Monde d'après, Pratt suggéra en plaisantant que son personnage se fasse mordre une main.